# Данн, Дэвид
Дэ́вид Джо́н Я́н Да́нн (англ. David John Ian Dunn; 27 декабря 1979, Грейт-Харвуд, Англия) — английский футболист, выступающий на позиции полузащитника, тренер.

## Карьера игрока

### «Блэкберн Роверс»
После выступлений за молодёжную команду «Блэкберна», Дэвид поступил в главную команду роверс в качестве стажёра. Дебют Данна за «Блэкберн» состоялся 26 сентября 1998 года во встрече против «Эвертона». Команды на поле мячей не забили, а сам футболист вышел на замену на 70 минуте, однако на 81 минуте была проведена обратная замена, и игрок покинул поле.
Первый мяч за «бродяг» Дэвид забил 26 февраля 1999 года в ворота «Астон Виллы». В том же сезоне «Блэкберн» вылетел в первый дивизион.
Сезон 2000/01, оказался для Данна лучшим, проведённым в футболке «Блэкберна». Он сыграл огромную роль в возвращении бродяг в Премьер-лигу. 6 сентября 2000 года, игрок сделал хет-трик в матче Кубка Лиги против «Рочдейла», причём все 3 мяча были забиты с пенальти. Он продолжил показывать прекрасную форму в сезоне 2001/02 и вместе с «Блэкберном» завоевал Кубок Лиги.
В одно время ему дали прозвище the New Gazza, за его стиль игры и технические способности. Благодаря своей прекрасной игре, Данн получил вызов в сборную Англии в 2001 году, но на поле в составе трёх львов он сумел выйти лишь в сентябре 2002 года против сборной Португалии. После той встречи он получил лестные отзывы от болельщиков, однако больше в сборную Англии не вызывался.
Сезон 2002/03 Дэвид также начал в превосходной форме. Однако по ходу сезона он растерял свои кондиции и даже перевод футболиста на правый фланг не помог ему удержаться в основе «Блэкберна». Следом последовала ссора Данна с главным тренером бродяг Грэмом Сунессом. Летом 2003 года Дэвид принял твёрдое решение перейти в другой клуб.
Первоначально, «Блэкберн» отклонил предложения от ряда клубов, однако предложение от «Бирмингема» было принято. Сумма трансферного соглашения между клубами составила 5,5 миллионов фунтов стерлингов.

### «Бирмингем Сити»
Яркий дебют Дэвида в составе синих состоялся 16 августа 2003 года, во встрече против «Тоттенхэма». Данн забил единственный мяч в той встрече и тем самым помог «Бирмингему» победить.
В феврале 2004 года, Дэвид получил травму подколенного сухожилия и пропустил большую часть оставшихся матчей того сезона. В начале сезона 2004/05, он быстро набрал хорошую игровую форму и вновь застолбил за собой место в центре полузащиты «Бирмингема». Однако в ноябре 2004 года у игрока случился рецидив травмы. Из-за неё он пропустил остаток сезона 2004/05 и начало сезона 2005/06. В сезоне 2005/06 «Бирмингем» вылетел из Премьер-лиги. В октябре 2006 года пошли слухи о скором возвращении Дэвида в стан «бродяг», однако сам футболист и главный тренер «Блэкберна» Марк Хьюз в один голос заявляли, что это всего лишь слухи.

### Возвращение в «Блэкберн Роверс»
В начале января 2007 года, было сообщено о том, что Дэвид заключил контракт с клубом «Болтон Уондерерс», после обстоятельного разговора с главным тренером «рысаков» Сэмом Эллардайсом. Однако 17 января выяснилось, что футболист отказался подписывать контракт с «Болтоном» после прохождения медицинской комиссии и сделал свой выбор в пользу «Блэкберна». Контракт с «Блэкберном» был подписан на три с половиной года.
3 февраля 2007 года, состоялся первый, за последние 4 года, матч Дэвида в составе «Блэкберна». В тот день, он вышел на замену на 60 минуте в матче против «Шеффилд Юнайтед», а в добавленное арбитром время сумел заработать пенальти, который оказался решающим в той встрече. В том сезоне Данн сумел провести на поле 16 встреч.
В сезоне 2007/08, Дэвид провёл 31 встречу в Премьер-лиге и забил один мяч. В начале сезона 2008/09, новый главный тренер «бродяг» Пол Инс, назначил Дэвида вице-капитаном команды. Однако в том сезоне игрок провёл всего 17 матчей во всех турнирах, в которых отличился лишь один раз. Во многом, на данную статистику повлияла травма, полученная по ходу сезона. Полноценно вернуться на поле, Дэвиду удалось в начале сезона 2009/10. 25 августа 2009 года, Данн помог победить своей команде во встрече на Кубок Лиги против «Джиллингема».
Начало сезона 2009/10, Дэвид начал превосходно, забив в первых шести встречах Премьер-лиги четыре мяча. Мячи были забиты в ворота «Вулверхэмптона», «Астон Виллы», «Арсенала» и «Бернли». 21 марта 2010 года футболист провёл свою 260-ю встречу в составе «бродяг».
26 января 2010 года, Данн продлил свой истекающий контракт с клубом до июля 2012 года. По ходу сезона 2009/10, Дэвид сумел забить свой пятидесятый мяч в составе «Блэкберна».

## Карьера в сборной
Дэвид провёл за молодёжную сборную Англии 22 встречи, в которых отличился 3 раза. Выступать за сборную, ему довелось в период с 1999 года по 2002 год.
Свою единственную встречу за главную команду страны, Данн провёл 7 сентября 2002 года против сборной Португалии, выйдя на замену на 47 минуте вместо Стивена Джеррарда.

## Достижения
«Блэкберн»
- Обладатель Кубка английской лиги: 2001/02

## Личная жизнь
У футболиста есть дочь Мия, от его бывшей невесты, актрисы сериала Emmerdale Сэмми Уинворд, а также сын Исаак.

## Клубная статистика
| Клуб                       | Сезон                      | Чемпионат | Чемпионат | Кубок | Кубок | Кубок Лиги | Кубок Лиги | Кубок УЕФА | Кубок УЕФА | Кубок Интертото | Кубок Интертото | Итого | Итого |
| Клуб                       | Сезон                      | Игры      | Голы      | Игры  | Голы  | Игры       | Голы       | Игры       | Голы       | Игры            | Голы            | Игры  | Голы  |
| -------------------------- | -------------------------- | --------- | --------- | ----- | ----- | ---------- | ---------- | ---------- | ---------- | --------------- | --------------- | ----- | ----- |
| Блэкберн Роверс            | 1998/99                    | 14        | 1         | 3     | 0     | 2          | 0          | —          | —          | —               | —               | 19    | 1     |
| Блэкберн Роверс            | 1999/00                    | 22        | 2         | 1     | 0     | 3          | 1          | —          | —          | —               | —               | 26    | 3     |
| Блэкберн Роверс            | 2000/01                    | 42        | 12        | 5     | 2     | 5          | 4          | —          | —          | —               | —               | 52    | 18    |
| Блэкберн Роверс            | 2001/02                    | 29        | 7         | 2     | 1     | 5          | 0          | —          | —          | —               | —               | 36    | 8     |
| Блэкберн Роверс            | 2002/03                    | 28        | 8         | 2     | 0     | 2          | 0          | 4          | 0          | —               | —               | 36    | 8     |
| Всего за «Блэкберн Роверс» | Всего за «Блэкберн Роверс» | 135       | 30        | 13    | 3     | 17         | 5          | 4          | 0          | 0               | 0               | 169   | 38    |
| Бирмингем Сити             | 2003/04                    | 21        | 2         | 3     | 0     | 1          | 0          | —          | —          | —               | —               | 25    | 2     |
| Бирмингем Сити             | 2004/05                    | 11        | 2         | —     | —     | 1          | 0          | —          | —          | —               | —               | 12    | 2     |
| Бирмингем Сити             | 2005/06                    | 15        | 2         | 3     | 1     | 2          | 0          | —          | —          | —               | —               | 20    | 3     |
| Бирмингем Сити             | 2006/07                    | 11        | 1         | —     | —     | 1          | 0          | —          | —          | —               | —               | 12    | 1     |
| Всего за «Бирмингем Сити»  | Всего за «Бирмингем Сити»  | 58        | 7         | 6     | 1     | 5          | 0          | 0          | 0          | 0               | 0               | 69    | 8     |
| Блэкберн Роверс            | 2006/07                    | 11        | 0         | —     | —     | 3          | 0          | 2          | 0          | —               | —               | 16    | 0     |
| Блэкберн Роверс            | 2007/08                    | 31        | 1         | —     | —     | 3          | 0          | 3          | 0          | 1               | 0               | 38    | 1     |
| Блэкберн Роверс            | 2008/09                    | 15        | 1         | 2     | 0     | —          | —          | —          | —          | —               | —               | 17    | 1     |
| Блэкберн Роверс            | 2009/10                    | 23        | 9         | 1     | 0     | 4          | 1          | —          | —          | —               | —               | 28    | 10    |
| Блэкберн Роверс            | 2010/11                    | 24        | 2         | —     | —     | —          | —          | —          | —          | —               | —               | 24    | 2     |
| Всего за «Блэкберн Роверс» | Всего за «Блэкберн Роверс» | 104       | 13        | 3     | 0     | 10         | 1          | 5          | 0          | 1               | 0               | 123   | 14    |
| Всего за карьеру           | Всего за карьеру           | 297       | 50        | 22    | 4     | 32         | 6          | 9          | 0          | 1               | 0               | 361   | 60    |